# Boxweltmeisterschaften 1982
Die 3. Amateur-Boxweltmeisterschaften der Herren fanden 1982 in München statt.

## Ergebnisse

### Halbfliegengewicht (- 48 kg)
| Platz | Land | Athlet          |
| ----- | ---- | --------------- |
| 1     | BUL  | Ismail Mustafow |
| 2     | PRK  | Go Jong Fan     |
| 3     | KOR  | Heo Yeong-mo    |
| 3     | GDR  | Dietmar Geilich |

### Fliegengewicht (- 51 kg)
| Platz | Land | Athlet            |
| ----- | ---- | ----------------- |
| 1     | URS  | Juri Alexandrow   |
| 2     | USA  | Michael Collins   |
| 3     | VEN  | Jesus Poll        |
| 3     | ROM  | Constantin Titoiu |

### Bantamgewicht (- 54 kg)
| Platz | Land | Athlet                   |
| ----- | ---- | ------------------------ |
| 1     | USA  | Floyd Favors             |
| 2     | URS  | Wiktor Miroschnitschenko |
| 3     | YUG  | Sami Buzoli              |
| 3     | GDR  | Klaus-Dieter Kirchstein  |

### Federgewicht (- 57 kg)
| Platz | Land | Athlet              |
| ----- | ---- | ------------------- |
| 1     | CUB  | Adolfo Horta        |
| 2     | MGL  | Rawsalyn Otgonbajar |
| 3     | GDR  | Richard Nowakowski  |
| 3     | USA  | Bernard Gray        |

### Leichtgewicht (- 60 kg)
| Platz | Land | Athlet            |
| ----- | ---- | ----------------- |
| 1     | CUB  | Ángel Herrera     |
| 2     | USA  | Pernell Whitaker  |
| 3     | YUG  | Milivoj Labudović |
| 3     | ROM  | Viorel Ioana      |

### Halbweltergewicht (- 63,5 kg)
| Platz | Land | Athlet            |
| ----- | ---- | ----------------- |
| 1     | CUB  | Carlos García     |
| 2     | KOR  | Dong Kil Kim      |
| 3     | SWE  | Shadrach Odhiambo |
| 3     | YUG  | Mirko Puzović     |

### Weltergewicht (- 67 kg)
| Platz | Land | Athlet           |
| ----- | ---- | ---------------- |
| 1     | USA  | Mark Breland     |
| 2     | URS  | Serik Qonaqbajew |
| 3     | NGR  | Roland Omoruyi   |
| 3     | FRG  | Manfred Zielonka |

### Halbmittelgewicht (- 71 kg)
| Platz | Land | Athlet             |
| ----- | ---- | ------------------ |
| 1     | URS  | Alexander Koschkin |
| 2     | CUB  | Armando Martínez   |
| 3     | IRL  | Tom Corr           |
| 3     | BUL  | Mihail Takow       |

### Mittelgewicht (- 75 kg)
| Platz | Land | Athlet              |
| ----- | ---- | ------------------- |
| 1     | CUB  | Bernardo Comas      |
| 2     | FIN  | Tarmo Uusivirta     |
| 3     | NED  | Pedro van Raamsdonk |
| 3     | USA  | Iran Barkley        |

### Halbschwergewicht (- 81 kg)
| Platz | Land | Athlet         |
| ----- | ---- | -------------- |
| 1     | CUB  | Pablo Romero   |
| 2     | POL  | Paweł Skrzecz  |
| 3     | URS  | Wladimir Schin |
| 3     | YUG  | Pero Tadić     |

### Schwergewicht (- 91 kg)
| Platz | Land | Athlet             |
| ----- | ---- | ------------------ |
| 1     | URS  | Alexander Jagubkin |
| 2     | GDR  | Jürgen Fanghänel   |
| 3     | POL  | Grzegorz Skrzecz   |
| 3     | CUB  | Hermenegildo Báez  |

### Superschwergewicht (+ 91 kg)
| Platz | Land | Athlet            |
| ----- | ---- | ----------------- |
| 1     | USA  | Tyrell Biggs      |
| 2     | ITA  | Francesco Damiani |
| 3     | BUL  | Petar Stoimenow   |
| 3     | FRG  | Peter Hussing     |

## Medaillenspiegel
| Rang | Land                       | Gold | Silber | Bronze | Gesamt |
| ---- | -------------------------- | ---- | ------ | ------ | ------ |
| 1    | Kuba                       | 5    | 1      | 1      | 7      |
| 2    | Vereinigte Staaten         | 3    | 2      | 2      | 7      |
| 3    | Sowjetunion                | 3    | 2      | 1      | 6      |
| 4    | Bulgarien                  | 1    | 0      | 2      | 3      |
| 5    | DDR                        | 0    | 1      | 3      | 4      |
| 6    | Südkorea                   | 0    | 1      | 1      | 2      |
| 6    | Polen                      | 0    | 1      | 1      | 2      |
| 8    | Nordkorea                  | 0    | 1      | 0      | 1      |
| 8    | Finnland                   | 0    | 1      | 0      | 1      |
| 8    | Italien                    | 0    | 1      | 0      | 1      |
| 8    | Mongolei                   | 0    | 1      | 0      | 1      |
| 12   | Jugoslawien                | 0    | 0      | 4      | 4      |
| 13   | Rumänien                   | 0    | 0      | 2      | 2      |
| 13   | Bundesrepublik Deutschland | 0    | 0      | 2      | 2      |
| 15   | Irland                     | 0    | 0      | 1      | 1      |
| 15   | Nigeria                    | 0    | 0      | 1      | 1      |
| 15   | Niederlande                | 0    | 0      | 1      | 1      |
| 15   | Schweden                   | 0    | 0      | 1      | 1      |
| 15   | Venezuela                  | 0    | 0      | 1      | 1      |
|      | Gesamt                     | 12   | 12     | 24     | 48     |